# Яздач
Яздàч е село в Южна България, община Чирпан, област Стара Загора.

## География
Село Яздач се намира на около 19 km югозападно от областния център Стара Загора и 16 km североизточно от общинския център Чирпан. Разположено е върху леко хълмист терен в западната част на Старозагорското поле на Горнотракийската низина. През селото тече на юг-югоизток малка река. Надморската височина в центъра на селото е около 207 m. Климатът е преходно-континентален.
Общински път води от Яздач на север до връзка с второкласния републикански път II-66 и по него на север към Стара Загора, а на юг към Чирпан. На около километър северно от селото минава автомагистрала „Тракия“, с която то няма пряка връзка.
Землището на село Яздач граничи със землищата на: село Яворово на северозапад; село Ракитница на североизток; село Арнаутито на изток; село Михайлово на югоизток; село Малко Тръново на юг и югозапад; село Винарово на северозапад.
В землището на село Яздач има микроязовир (поземлен имот 87254.30.15).
Етническият състав на населението на село Яздач по численост и дял на етническите групи според преброяването през 2011 г. е:
| Етнически групи     | Численост | Дял (в %) |
| Общо                | 191       | 100       |
| Българи             | 95        | 49,74     |
| Турци               | ...       | ...       |
| Цигани              | 80        | 41,88     |
| Други               | ...       | ...       |
| Не се самоопределят | ...       | ...       |
| Не отговорили       | 10        | 5,24      |

Числеността на населението на село Яздач по данните от преброяванията от 1934 г. насам се променя както следва:
| \| Година на преброяване \| Численост \| \| --------------------- \| --------- \| \| 1934 \| 919 \| \| 1946 \| 937 \| \| 1956 \| 778 \| \| 1965 \| 527 \| \| 1975 \| 406 \| \| 1985 \| 368 \| \| 1992 \| 364 \| \| 2001 \| 269 \| \| 2011 \| 191 \| \| 2021 \| 212 \| |           |
| Година на преброяване | Численост |
| 1934 | 919       |
| 1946 | 937       |
| 1956 | 778       |
| 1965 | 527       |
| 1975 | 406       |
| 1985 | 368       |
| 1992 | 364       |
| 2001 | 269       |
| 2011 | 191       |
| 2021 | 212       |

## История
След Руско-турската война 1877 – 1878 г. по Берлинския договор 1878 г. селото – тогава Дели бинлери, остава в Източна Румелия; присъединено е към България след Съединението 1885 г.. Село Дели бинлери е преименувано на Яздач през 1906 г.
Училище (първоначално) е създадено в село Дели бинлери (Яздач) през 1849 г. То действа – вероятно, до 1974 г., тъй като след 1974 г. децата от село Яздач учат в училището в село Винарово.
Кредитна кооперация „Извор“ в село Яздач е основана през 1929 г.; съществува до 1948 г., когато се преобразува във всестранна кооперация. Предметът на дейност е: кредитиране на земеделските стопанства, организиране на млекопреработвателни заведения, набавяне на дребен и едър земеделски инвентар, снабдяване на населението с храни и стоки от първа необходимост и изкупуване и пласиране на селскостопански продукти. В последствие към кооперацията е открит и потребителен магазин.

## Обществени институции
Село Яздач към 2025 г. е център на кметство Яздач.
В село Яздач към 2025 г. има действащо читалище „Свети свети Кирил и Методий-1928 г.“;

## Личности
Родени в Яздач;
- Вълчо Найденов (р. 1926), български политик от БКП

Починали в Яздач;
- Евгений Желев (1957 – 2017), български политик от БСП и АБВ, бивш министър на здравеопазването и кмет на Стара Загора